# 張璧 (民國)
張璧（1885年4月23日—1948年2月29日），譜名張炳衡，字玉衡，曾用名張君玉，河北省霸縣煎茶舖鎮（今霸州市煎茶舖鎮）大高名莊村人。

## 早年
張璧早年在家接受私塾教育，進入霸縣高等小學。在張璧的大哥張律生的協助下，張至天津就就讀中學。

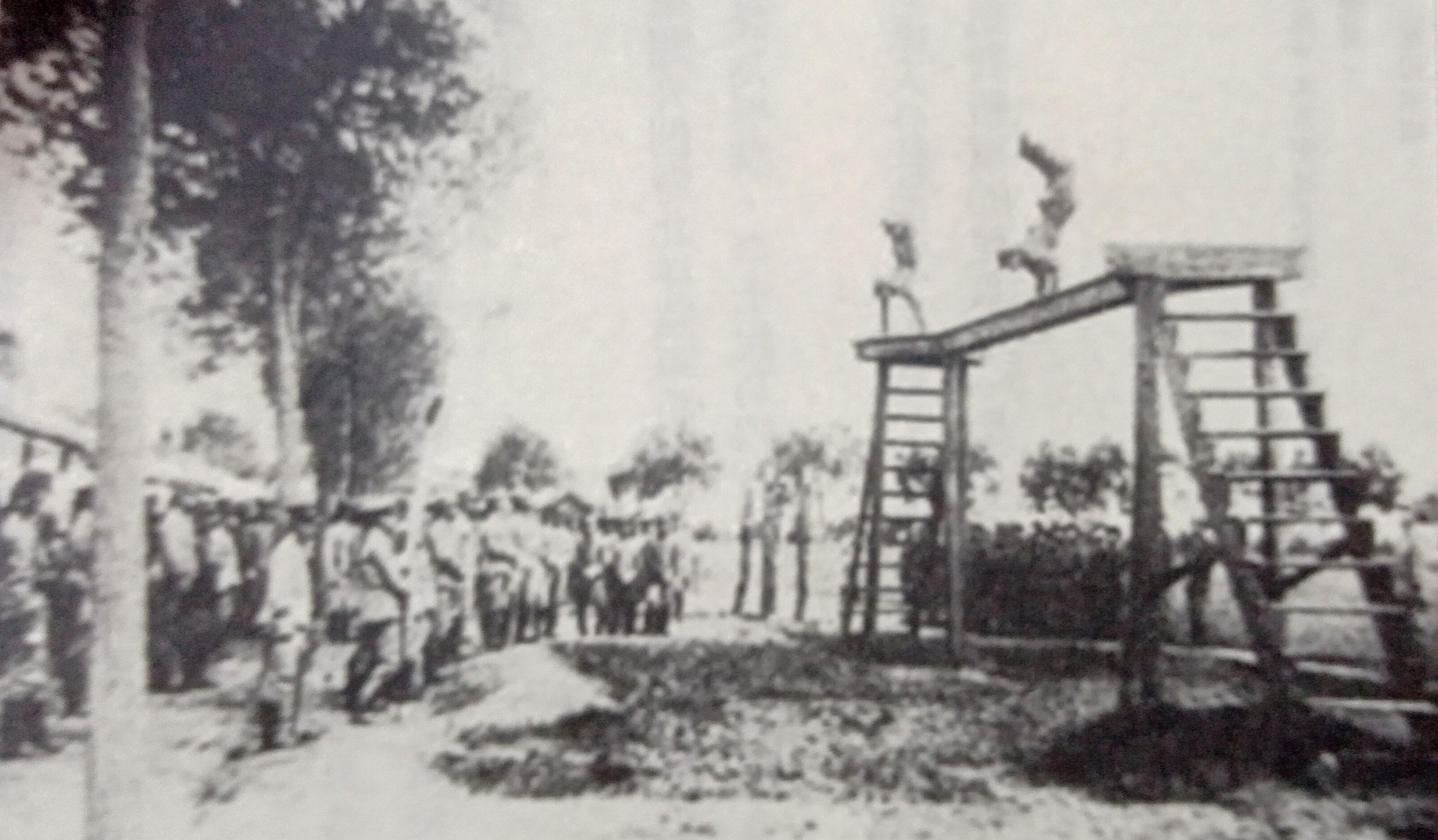
1902年正在操練的張璧等北洋新軍軍人

1902年張中學畢業後，為減輕家中負擔，毅然加入北洋新軍，在新軍中，張璧和劉夢庚等人成為好友。1905年，應張壁有一定的外文基礎，所以他被分配在武備學堂的德文班。1906年8月，張璧和商震等人因參與革命活動、加入同盟會而被校方問除。1907年中，張璧、商震等人，被吳祿貞招攬至東北，參加北洋陸軍。

## 中年
1922年9月13日署察哈尔全区警务处处长，10月4日兼察哈尔警察厅厅长，10月20日任察哈尔全区警务处处长。1923年4月22日授陆军少将。1924年4月13日授陆军中将，4月24日免察哈尔全省警务处处长兼察哈尔警察厅厅长，11月5日任京师警察厅总监，11月28日任河东盐运使，12月21日任税务处会办。

### 書籍
- 《張璧將軍傳》